# Re:CREATORS
『Re:CREATORS』（レクリエイターズ）は、TROYCA制作による日本のオリジナルテレビアニメ作品。原作およびキャラクター原案を漫画家の広江礼威、監督をあおきえいが務めており、2017年4月から9月まで放送された。空想上のキャラクターたちが現実世界でクロスオーバーするメタフィクションな作風をもつほか、クリエイターという職業に焦点を当てたストーリーが展開される。

## あらすじ
クリエイターになることを夢見る高校生、水篠颯太の目の前に、アニメ『精霊機想曲フォーゲルシュバリエ』のヒロイン、セレジア・ユピティリアが現れる。颯太は、セレジアと彼女を現実世界に現界させた軍服の姫君の戦いに巻き込まれるが、同様に現界させられたゲーム『追憶のアヴァルケン』のキャラクター、メテオラ・エスターライヒの介入によって事なきを得る。
これを機に颯太は、セレジアたちを始めとする被造物同士の衝突に巻き込まれていき、事態は被造物を創り出した創造主（クリエイター）、さらには日本政府をも巻き込む事態に発展する。

## 登場人物

### 主人公
水篠 颯太（みずしの そうた）
声 - 山下大輝
本作の主人公。物語の狂言回しである高校2年生の少年。16歳。内向的だが人のよい性格。アニメやゲームが好きで、物語以前はオリジナルの作品を投稿しており、その中でセツナと知り合いになる。しかし、有名になっていくセツナへの劣等感から彼女の声を無視したことで彼女の自殺を止められなかった罪悪感から、すべてを忘れるために創作活動を中断していた。
『精霊機想曲フォーゲルシュバリエ』を視聴中にセレジアが現界したことをきっかけに被造物同士の戦いに関わっていく。やがて現界の首謀者がセツナの生み出したアルタイルであり、状況が悪化したことを受けて、全ての真相をセレジアたちに告白し、アルタイルを止めることを決意。プロジェクト『エリミネーション・チャンバー・フェス』に加わり、セツナを被造物として登場させることを考案し、真鍳の協力を得て本番に実現させる。フェス後は、メテオラと連絡を取り合いながら創作活動を再開している。
デザインは狂言回しという役割を考慮し、中性的でひ弱な雰囲気を醸し出すことが意識されている。
アルタイル
#アルタイルを参照。颯太のモノローグでは、本作の中心にいたという意味で主人公と称される。

### 被造物

#### 対アルタイル陣営
セレジア・ユピティリア
声 - 小松未可子
アニメ『精霊機想曲フォーゲルシュバリエ』のヒロイン。19歳。現実世界用のプロフィールもあり、平成9年8月18日生まれ。素性が知れなかった颯太に突っかかるなこともあったが、基本は明るく世話焼きな性格。アルタイルとの戦闘でフォーゲルシュバリエを失ってからは、主にサーベル「ソード・リベリオン」を使用するが、「戦闘はフォーゲルシュバリエへの搭乗が前提」という物語の設定のために、他の被造物に後れを取ることが多い。後にアルタイルとの戦闘の中で、松原がまりねとともに考案した新設定をSNSにアップしたことで改変が行われ、一時的に炎を操ることができるようになる。
持ち前の正義感から、現界時よりアルタイルへの協力を拒否し、彼女が大崩潰を目論んでいることを知ってからは、明確に敵対する決意を固めると同時に、元の世界への帰還を望む。ボーダーワールド・コロッセオではアルタイル側についたカロンと敵対することとなり迷いが生じるが、ひかゆの説得を受け戦うことを決意。仲間たちにすべてを託してカロンを道連れに自爆、消息不明となる。
原作を書いている時は特にイメージはなく、デザインはキャラクター原案を描く段階で詰められた。
メテオラ・エスターライヒ
声 - 水瀬いのり、大原さやか（妄想）
RPG『追憶のアヴァルケン』の登場人物。勇者（プレイヤー）を導く万理の探求者という設定であり、魔導書によっていち早く現実世界を把握し、被造物の設定改変や大崩潰の仮説に行き着いている。
戦闘では魔法陣を盾にして身を守るが、攻撃系の魔法は持ち合わせていないため、アルタイルとの初戦闘時は自衛隊の火器を強奪して使用。特別事態対策会議の保護下に入ってからは、許可を得た上で魔導書の力によって戦車や戦闘機の構造を把握し、再現している。
現界当初から自分の創造主に複雑な感情を抱いていたが、創造主の死を機に『追憶のアヴァルケン』をプレイして故人の作品への思いを悟り、自分の世界を改変せず守る決意を固め、対アルタイル陣営のブレーンとなる。
後に松原たちがエリミネーション・チャンバー・フェスに向けて改変を行ったことで承認力を観測する装置『イヴァリュエーション・トレーサー』を現出させ、装置を併用することで疑似的な森羅万象が使用可能となり、ボーダーワールド・コロッセオでは「鳥籠」形成の中核を担う立場として創造主たちとともに会場のCICに残り、陰からセレジアたちを援護する。フェス終了後は、ほかの被造物と異なり自分自身を元の世界に戻すことができず、魔力を失った状態で現実世界に残留。一人暮らしを営みながら、執筆活動を始める。
インターミッションである第13話では、褐色の肌とグラマラスなプロポーションをしたメテオラが彼女自身の妄想という形で登場した。
デザインでは、中世風ファンタジーとケルトのイメージが打ち出されている。
鹿屋 瑠偉（）
声 - 雨宮天
ロボットアニメ『無限神機モノマギア』の主人公でギガスマキナのパイロット。16歳。現界後しばらくは、創造主の中乃鐘の地元の自宅で世話になっていた。現界当初は物語の設定ゆえに周囲に反発する苦悩の多い性格だったが、現実世界に馴染むに連れて明るい性格へと変化する。
特別事態対策会議の保護下に入ってからはセレジアたちと行動を共にするが、物語作中で望まぬ戦闘を強いられ続けたことから、始めは被造物の捜索には参加せず現実世界での生活を満喫していた。その後は性格の変化に伴い、仲間のピンチを知らされたときは迷わず駆けつけたり、苦悩する颯太を激励したりするなど、セレジアたちに積極的に協力するようになる。邂逅直後から弥勒寺の洞察力と生身での強さを羨んでおり、彼と意気投合している。
ボーダーワールド・コロッセオでは当初アリステリアと激突するふりをし、アルタイルを倒すため連携する。後に現れたカロンとの戦闘で両腕を負傷しつつも生還。ギガスマキナと土産を手に元の世界へ帰還する。
『わんもあ！』では弥勒寺よりも遅れて美晴たちと出会い、彼とともにアルタイルの目論見を美晴たちに話す。
広江によるとモデルは『新世紀エヴァンゲリオン』の碇シンジが念頭に置かれており、キャラクター像は様々なロボットアニメの主人公のイメージを総合している。初期案ではパイロットスーツのほかに、ヘルメットも設定されていた。
弥勒寺 優夜（）
声 - 鈴村健一
漫画『閉鎖区underground-dark night-』のライバルキャラクター。原作では結社「荒塵」のリーダーで、粗暴かつ好戦的に描写されるが、現実世界では楽天家で知性的な一面を見せる。武器は衝撃波も出せる木刀「神木黒那岐丸（しんぼく・くろなぎまる）」。後にエリミネーション・チャンバー・フェスにて氷の攻撃が使用可能となる。
現界当初は自分の世界が気に入っているという理由からアルタイルと対立する姿勢を取る一方で、現実世界を満喫すると同時に現界時から因縁のあるブリッツと戦うためにセレジアたちとは別行動を取る。だが、真鍳の現界で起きた被造物同士の戦闘を機に「ブリッツとの再戦が望みやすくなる」との理由で自発的に特別事態対策会議の保護下に入り、セレジアたちと行動を共にする。ボーダーワールド・コロッセオでは翔と激突し、撃破後、視聴者へのネタバレを理解しつつも翔に親友と妹を殺した犯人が自分ではないことを明かす。アルタイルとの戦闘では隙を突かれて負傷するも生還。八頭司に感謝を告げて翔とともに帰還する。
『わんもあ！』では偶然出会った美晴の翔に対する熱愛ぶりに振り回されながらも彼女のことを信じ、その場にいた鹿屋以外の仲間には内密で協力を依頼する。フェス後、帰還前に翔とともに美晴の前に現れ彼女の決意を聞いたあと、美晴にエールを送って別れを告げる。
キャラクター原案では迷彩色のジャンパーを着用し、首には刺青があると設定されているが、アニメではそれらがカットされ、代わりに姿勢が猫背になるよう変更された。
板額（）
弥勒寺が呪いと称する女性の姿をした甲冑武者型の星幽複体。武装は薙刀。真鍳に一時的に奪われ、ボーダーワールド・コロッセオでは彼女が能力を使う形で返還される。
元ネタは女性武将・板額御前。

星河 ひかゆ（）
声 - 夏川椎菜
美少女ゲーム『ほしぞら☆ミルキーウェイ』のヒロイン。 17歳。気弱な性格だが、『ほしぞら☆ミルキーウェイ』の主人公まさゆきを一途に慕い、カロンの出現に戸惑うセレジアを説得するなど、芯は強い。
普通の女子高生という設定のため戦闘能力は皆無だったが、ボーダーワールド・コロッセオでは大西が製作したファンディスクによって、戦闘形態「エクストリームファイナルレジェンドマーシャルアーティストひかゆ」への変身能力を獲得し、翔やフォーゲルシュバリエを圧倒する力を発揮。終盤にアルタイルの森羅万象第十三楽章「摘要淵源」でステータスを初期状態に戻され戦う術を失うものの生還。フェス後、まさゆきとの出会いを大西に感謝して元の世界に帰還する。
デザインは「ギャルゲーのヒロイン」を模索しながら行われており、変身時の姿は露出を多めにすることが念頭に置かれている。
エリナ・トーカー
声 - 石見舞菜香
漫画『code・Babylon』の登場人物でブリッツの娘。
物語では生体連結炉の動力に組み込まれたところをブリッツに処分され死亡しているが、エリミネーション・チャンバー・フェスに向けて駿河が製作した「死亡したエリナをメテオラが蘇生させる」という内容のスピンオフによって現界。駿河を襲撃したブリッツの前に現れ、自分を撃ち全てを終わらせてくれた父に感謝していることを伝える。フェス終了後は、父と共に元の世界に帰還する。
シリウス
ボーダーワールド・コロッセオ終盤に、対アルタイル専用の鏡像としてメテオラたちが生み出した被造物。アルタイルと瓜二つの容姿をもち、森羅万象も使用できる。
森羅万象第六十六楽章「実存相変移」によってアルタイルそのものに置き換わるも、情報の密度が足りなかったことで承認力を稼げず、アルタイルに乗っ取り返される。
デザインは原案協力の山本碧によるものであり、アルタイルと対になるような未来風のデザインが意識された。

#### アルタイル陣営
アルタイル
声 - 豊崎愛生
本作の黒幕。セレジアを始めとする被造物たちを現界させた張本人。当初は素性が分からず軍服の姫君と仮称されていたが、後に『悠久大戦メガロスフィア』の登場人物「シロツメクサ」を元にセツナが制作した二次創作動画『World Étude』の登場人物であることが判明する。セツナに触発された第三者が制作し、多くの人々によって承認された二次創作の設定を使用する「森羅万象（ホロプシコン）」という能力をもつ。これによって楽章と称される複数の能力を有し、ステータスをアップデートし続けることができるが、世界の修復力によって現実から弾き飛ばされる可能性があるため、自由に使えずにいる。
自分の創造主であるセツナを排斥した世界を憎み、同士の被造物たちと現実ではありえない事象を起こすことで大崩潰を目論む。ボーダーワールド・コロッセオでは承認力を味方につけることで圧倒的な力を獲得し、森羅万象で自身に敵対する全ての被造物たちを戦闘不能に追い込み、隠し玉であるシリウスをも退ける。しかし現界したセツナとの対話を経て、最終的に彼女のための世界を創るべく、森羅万象でセツナとともに別世界へ旅立つ。
原作執筆時からデザインは軍服と決められており、最初は旧ドイツ軍のようなヘルメットを被せていたが後にロシア軍の騎兵帽に落ち着いたという。また、シリウスを乗っ取り返した姿は、当初はシリウスを黒くしただけのデザインだったが、シナリオ会議の中でアニメ本編のような姿に変更された。
アリステリア・フェブラリィ
声 - 日笠陽子
漫画『緋色のアリステリア』の主人公。神聖ウルターシュタイン王国の姫君で、大仰な言葉使いが特徴。戦闘では聖槍と、王家に伝わるゲッツ・フォン・ベルリヒンゲンの篭手を使用する。移動手段として、空を飛べる白馬グルファクシを現出させる。
荒廃した物語世界の中で自分が信じてきたものが虚構で、現実世界では娯楽に過ぎなかったことに怒りを覚え、アルタイルの世界改変の話に賛同する。最後まで自分の信念を貫き通そうとする性格の持ち主で、敵対者の意見を全く聞こうとしない。
まみかからは「アリスちゃん」と呼ばれ、互いの信念を尊重し合う良好な仲を築くが、それが原因で、彼女の消滅後は真鍳の歪められた伝言を信じてメテオラを仇として狙う。しかし、メテオラを庇った颯太の説得を受けて、創造主の高良田から創作に対する姿勢を聞き、アルタイルに反旗を翻すために解放、真鍳に単独で接触し協力を申し出る。ボーダーワールド・コロッセオにて対アルタイル陣営の被造物と結託し、高良田たちが行った改変で新たな能力が付加された篭手を手にした後、まみかの仇を取るためにアルタイルと対立する。しかし、アルタイルの森羅万象第十四楽章「因果転変」によって攻撃の因果を自身に変換されたことで致命傷を負い消滅する。
キャラクター原案では、アニメ本編よりも甲冑が細かく描かれている。
煌樹 まみか（）
声 - 村川梨衣
アニメ『マジカルスレイヤー・まみか』の主人公。必殺技の「マジカル・スプラッシュ・フレアー」を始めとする強力な魔法を使用する。そのため、ネット上では「魔法（物理）」と言われている。
自分の世界で困っている人を助けられるという理由からアルタイルの世界改変の話に賛同し、セレジアたちと敵対する。しかし、自分の魔法が現実世界では周囲に甚大な被害を及ぼすと悟ってからは戦闘を避けて話し合いで解決しようとする姿勢を取る。同時に主人公としての存在意義も考えるようになり、颯太との邂逅の末に、自らの意志で『マジカルスレイヤー・まみか』になることを決意。アルタイルの怒りや哀しみを受け止めるべく説得を試みるも、彼女の攻撃を受ける。瀕死になりながらも居合わせた真鍳にアリステリアへの言伝を頼み、駆けつけたアリステリアの前で死亡、消滅する。
変身時の姿はお菓子がモチーフになっている。横文字の名前が苦手なのか、セレジアたちはもちろんアリステリアの名前も言えなかったため「アリスちゃん」と呼んでいる。また、2017年6月10日、11日にはアキバCOギャラリーにて『煌樹まみかお別れの会』が開催された。
ブリッツ・トーカー
声 - 斧アツシ
漫画『code・Babylon』の登場人物。主人公である「カンナギ リュウスケ」（声 - 江口拓也）の相棒を務める元刑事の賞金稼ぎ。戦闘ではリボルバーを使い、切り札として重力弾という義体用の銃弾を使用する。腕時計に仕込まれた重力制御デバイスを起動することで、反重力を操り飛行できる。冷静さや客観的な分析力に富み、弥勒寺からはその姿勢を「ムカつく」と言われ一方的に敵視されている。物語内で自らエリナを処分した過去から、アリステリアからは自分の世界への憧憬が感じられないと評されている。アルタイルの目論見には気付いているが、精神的に脆い部分が娘に似ているという理由から敢えて彼女に与する。
ボーダーワールド・コロッセオでは全面衝突に参加せず、娘を死に追いやる展開を描いた駿河を襲撃するが、そこで自ら手を下したはずの娘と再会。人の心を操るようなやり方で自分を味方につけようとする駿河に憤慨しつつも娘のためにアルタイルと対立する。全てが終わった後は無事生還し、娘とともに元の世界へ帰還する。
『わんもあ！』では翔に協力を依頼する美晴を脅し、事態に関わらないように警告する。
デザインは「ナイスミドルなおっさん」が意識されており、キャラ原案ではべっ甲タイプの眼鏡をかけている。
白亜 翔（）
声 - 岡本信彦
漫画『閉鎖区underground-dark night-』の主人公。武器は三節棍。ひかゆと同時期に現界し、親友の荒木六角（あらき ろっかく）と妹の此処果（ここのか）の仇として追っていた弥勒寺と決着をつけるためにアルタイル陣営につき、ボーダーワールド・コロッセオで彼と激突する。しかし乱入したひかゆに敗北し、彼女と弥勒寺から物語の黒幕とアルタイルの目論見を知らされたことで彼らに協力する。アルタイルとの戦闘では三節棍とバイヤールを失い負傷するも生還。フェス後は元の世界で真の敵を倒すことを決意し、八頭司に不信感を表しつつも感謝を告げて帰還する。
『わんもあ！』ではブリッツとの初対面後に自身を追ってきた美晴と出会い、彼女から協力を依頼されるが仇討ちを優先して拒否する。フェス後、帰還前に弥勒寺とともに美晴に別れを告げるため彼女の前に現れる。そこで美晴に告白されると同時に「一人前の作家を目指す」と決意を聞く。
視聴者が引かないように、少年漫画の主人公のようなデザインが行われた。
バイヤール
翔が召喚するケンタウルス型の星幽複体。反射物を駆使して多方向から攻撃する戦法をとる。また、攻撃の際に反射物の色に応じた属性（黒煙、炎、風、雷など）の攻撃を発生させる。アルタイルの森羅万象第九楽章「因果還元」で設定を無かったことにされ、消滅する。
カロン・セイガ
声 - 小野大輔
アニメ『精霊機想曲フォーゲルシュバリエ』の主人公。物語世界での過酷な戦いで疲弊しており、創造主の力で自分の世界を救い、セレジアを連れ戻そうとアルタイルに与する。
ボーダーワールド・コロッセオにてアルタイルに助太刀する形で黒いフォーゲルシュバリエとともに現れ、セレジアや鹿屋を圧倒するが、自分と戦うことを決意したセレジアの自爆に巻き込まれ消滅する。
広江はハンサムな主役を書いた経験がなく、また敵役でもあることから、バランス面でデザインに苦労したとしている。

#### 無所属
築城院 真鍳（）
声 - 坂本真綾
ライトノベル『夜窓鬼録』第5巻のエピソード『蒼玄宮殺人事件』の犯人。17歳。自分の嘘を相手に否定させることで、その嘘を現実のものとして永続的に定着させる「言葉無限欺（ことのはむげんのあざむき）」という能力をもつ。どんな嘘も現実になるが自身でも「仕掛けが面倒」となるほど発動条件が限られており、少しでも相手が嘘と認めなければ発動しない。自由奔放な性格で、常に不気味な笑みを浮かべながら詐術と嘘を織り交ぜた弁舌を繰り返し、物語作中では鼓桜ヶ峰学園の生徒全てを死に至らしめた。
現界後はどの勢力にも属さず、自身の欲求を満たすためだけに行動をとり、自身の創造主さえ手にかけるなど、颯太たちを翻弄する。エリミネーション・チャンバー・フェスではアリステリアの要請で、事態を面白くするため独自の行動をとり、颯太に自らの力量不足を認めさせることで、セツナを承認力や情報量に関係なく現界できるようにする。その後はフェスの顛末を見届けることなく会場を後にし、国外へ旅立つ。
ほかの被造物とは異なりフェス後の描写はないが、広江礼威によれば彼女もメテオラと同様に能力を失うという。
デザイン段階では髪型が『BLACK LAGOON』のシェンホアに似ているため、別パターンも考案された。
スピンオフ漫画『築城院さんハシャギ過ぎ』では主人公を務める。

### 創造主
松原 崇（）
声 - 小西克幸
『精霊機想曲フォーゲルシュバリエ』の原作者。ライトノベル作家。本名は「大沢武志（おおさわ たけし）」。38歳。デビュー作は『魔法使いは再び微睡（まどろ）む』。
好奇心が旺盛で、颯太やセレジアたちと出会ってからは颯太たちに協力し、ほかの作家に現界への注意を促す。当初はセレジアと折り合いが悪かったが、作品に対する思い入れや真摯な創作姿勢から次第に信頼を得る。エリミネーション・チャンバー・フェス後はセレジアの消滅を防げなかったことを悔やむが、自分の執筆活動によって『フォーゲルシュバリエ』が続くことをメテオラたちに諭され、物語を大団円まで描くことを決意する。
デザインに特定の人物はおらず、広江と同世代のオタクのイメージが打ち出されている。
まりね
声 - 金元寿子
『精霊機想曲フォーゲルシュバリエ』の挿絵を担当しているイラストレーター。本名は「皇浦綾乃（こううら あやの）」。社交的で明るい性格で、多忙でも自分以外の作者が描いたイラストを見るなどクリエイターとしての意識は高い。
松原とともに颯太たちに協力し、一時的に寄る辺のないセレジアとメテオラに自宅を提供したほか、かつてタイタン・デジタルソフトの仕事を受けた伝手を辿り、メテオラと同社の接点となる機会を設けた。エリミネーション・チャンバー・フェスでは颯太に駿河に対するコンプレックスやクリエイターとしての苦悩を話し、颯太がフェスの構想に参加するきっかけを作る。
広江の考えるオタク女子のイメージでデザインは行われている。
中乃鐘 昌明（）
声 - 杉崎亮
『無限神機モノマギア』の脚本、構成担当のシナリオライターで、手堅いヒット作を何本も手がけている。温和な性格。
鹿屋と邂逅してからは地元の自宅へ彼を住まわせていたが、特別事態対策会議の要請を受けた陸上自衛隊による非常措置の際に鹿屋の抵抗で家をギガスマキナによって破壊される。特別事態対策会議の保護下に入ってからは颯太たちと行動を共にし、エリミネーション・チャンバー・フェスでは創造主たちのまとめ役を務める。フェス後は自分たちが考案した設定や伏線、キャラクターがアルタイルに敵わなかったことを悔しがるが、大西の言葉を受け創作活動への意欲を新たにする。
デザインはアニメ業界にいそうな雰囲気が出るように行われている。
高良田 概（）
声 - 柳田淳一
『緋色のアリステリア』の原作者。漫画家。生真面目な性格。本名は「宝田直也（たからだ なおや）」。
脅迫を受けていると荻窪の警察署に出頭し保護を求めるもアリステリアに拉致され、アルタイルのアジトに連行され、仕事部屋を提供されながら監禁される。しかし、颯太の説得を受けたアリステリアに解放され、その後は創造主として彼女をサポートするために特別事態対策会議に合流。ボーダーワールド・コロッセオではアリステリアが消滅する姿を目の当たりにし涙するが、フェス終了後も彼女の想いを受けて執筆を続け、講学社漫画賞少年向け部門を受賞する。
デザインは地味で真面目な作家のイメージを出すことが心掛けられている。
八頭司 遼（）
声 - 濱野大輝
『閉鎖区underground-dark night-』の原作者。漫画家。本名は「合田亮介（ごうだ りょうすけ）」。耽美かつハードな描写に定評がある。気性が荒く、他者の怒りを買いやすい言動が多いが、実はかなりのオタクで、そのことをひた隠しにしている。
エリミネーション・チャンバー・フェスでは作品への思い入れから当初はほかの創造主に喧嘩腰で接するが、承認力を向上させるために松原たちに追加案を提示するなど、次第に態度を軟化させる。ボーダーワールド・コロッセオでは弥勒寺とひかゆが作品のネタバレをしたことで本編の連載に支障をきたす事態に直面するが、フェス後に弥勒寺と翔の決意を聞き、執筆活動を継続する。
デザインは、スタイリッシュ系が意識されている。
駿河 駿馬（）
声 - 寿美菜子
『code・Babylon』の原作者。漫画家。本名は「大沢智加（おおさわ ちか）」。京阪式アクセントが特徴で、ボーイッシュな見た目の女性作家。作品内容とシャープな画風、女性的ではない名前から、男性と間違えられることが多い。淡白な性格だが、物語を少しでも面白くするためなら非情な展開を描くことも辞さないプロ意識をもつ。まりねからは尊敬の念と劣等感を抱かれているが、一方で自身も彼女の作品に影響を受け、対抗意識を抱いている。
エリミネーション・チャンバー・フェスではスピンオフでエリナを甦らせ、ブリッツがアルタイルに反旗を翻すきっかけを作る。
キャラクター像は「おしゃれ系の尖った感じの作家」というコンセプトでデザインされている。
大西 にしお（）
声 - 福島潤
有限会社ハイパーテンション所属のシナリオライターで、『ほしぞら☆ミルキーウェイ』の原作者。明るく前向きな性格で、かなり濃いオタク気質。中乃鐘とは昔からの知己で、ひかゆの現界に伴い特別事態対策会議に合流。ひかゆに戦闘能力を付加させるためにファンディスクを製作する。フェス後はファンディスクを元にした番外編のアニメ制作に励む。
デザインはゲーム業界にいがちなライターがイメージされている。
坂本 宣之（さかもと のぶゆき）
『追憶のアヴァルケン』のゲームプランナー。本編開始前に自動車事故に遭い他界している。
鞍隈 天球（）
『夜窓鬼録』の原作者。ライトノベル作家。自宅を訪れた真鍳に改変を迫られ実行するも効果がなく、用済みと判断され殺害される。
シマザキ セツナ
声 - 大橋彩香
本作のキーパーソン。颯太の数少ない友人で、アルタイルの創造主である少女。劇中では既に故人。本名は「島崎 由那（しまざき ゆな）」。引っ込み思案で、颯太と似た境遇の持ち主だった。画像投稿コミュニティで颯太と知り合い、やがて著名なクリエイターと共作するほどの人気絵師となるが、人気の急上昇に伴う誹謗中傷を受けるようになり、それを苦に駅のホームから飛び込み自殺した。
ボーダーワールド・コロッセオでは、颯太の発案でシリウスに次ぐ隠し玉として企画され、物語終盤に生前の記憶と想いをもつ被造物として駅のホームごと現界。自身が生み出したアルタイルとの対話の末に互いを理解しあい、新たな物語をともに創造すべく、アルタイルと別世界へ旅立つ。
デザインは広江が考える文学系少女のイメージが打ち出されている。

### その他
菊地原 亜希（）
声 - 恒松あゆみ
被造物が現界する事態に対応すべく政府が結成した「特別事態対策会議」を率いる統括調整官。20代。被造物であるメテオラたちにも対等に接するなど、良識的な思考をもつ。
エリミネーション・チャンバー・フェスでは全ての製作統括を担当し、被造物と連携してフェスを成功に導く。後処理後は退官し、出版業界に転職する。
デザインはパンツルックや眼鏡などで、役人や出来る女のイメージで行われている。

## 登場兵器
フォーゲルシュバリエ
『精霊機想曲フォーゲルシュバリエ』の主役機で、「精霊機」と呼ばれる機動兵器。物語内では、セレジア・ユピティリアが搭乗する白い個体と、カロン・セイガが搭乗する黒い個体の2機が登場する。攻撃手段は波動詠唱による魔法。携帯武装はセレジア機がサーベル、カロン機が電磁刃剣2振り。
セレジア機はアルタイルとの戦闘で消失するが、ボーダーワールド・コロッセオにてメテオラの疑似的な森羅万象により、新たな能力が付加された状態で再現される。カロン機はカロンと共に現界し、セレジアたちの前に立ちふさがる。
I-IVは、『フォーゲルシュバリエ』の世界観を考慮し、巨大な魔法使いの杖をベースに他のロボット作品の要素を組み込む形で本機をデザインしている。
ギガスマキナ
『無限神機モノマギア』の主役機で、鹿屋瑠偉が操縦する巨大ロボット。電磁寄生体の出自に関する秘密と関係しており、寄生体を一掃できるシステムが組み込まれている。コックピットは頭部にあり、搭乗者が自分の腕に付けられたインターコムに声をかけることで遠隔起動、搭乗者の意思による自動制御も可能だが適性のある者でなければ起動すらできない。起動中は搭乗者の身体と神経が同調しており、本機の部位が破壊された場合、その部位の痛覚が搭乗者の身体にフィードバックされる。戦闘では格闘による攻撃のほか、両腕に装備したホーミング機能を有するビーム砲や肘の粒子加速砲、防御用リフレクターフィールド発生装置を使用する。
劇中では鹿屋と共に現界した機体と、アルタイルが森羅万象第二十楽章「因子模倣」で生み出した機体が登場。その巨体ゆえに現実世界での使用は最終手段のみに限定されていた。後に鹿屋機はボーダーワールド・コロッセオに向けて行われた改変によって、新機能とシリウスを召喚するための術式が施される。
デザインでは『アルドノア・ゼロ』の最初期に没となった機体をブラッシュアップしつつ、全高50メートルというオーダーを考慮し、艦船をベースにした造形がなされている。

## 設定

### 用語

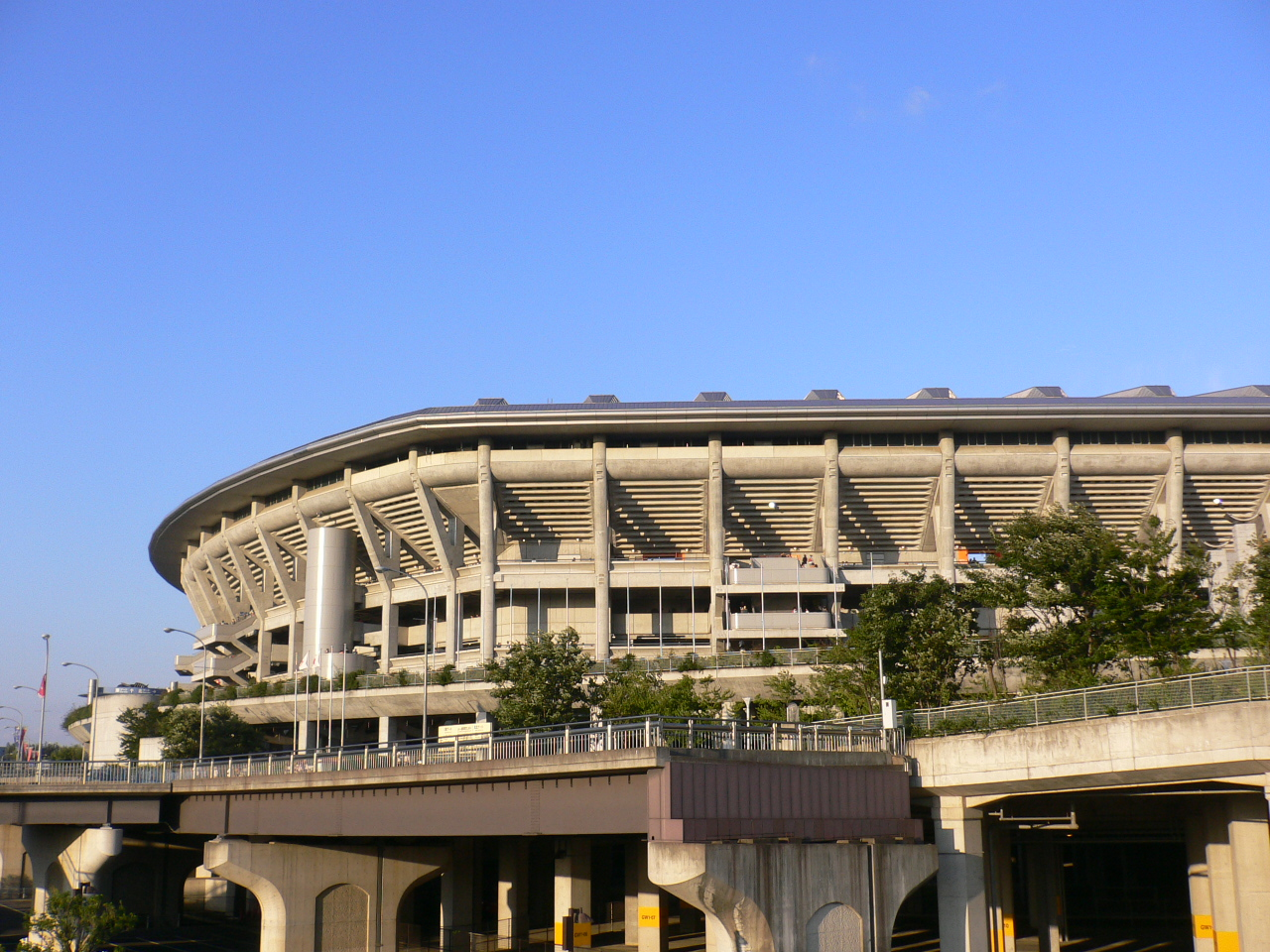
エリミネーション・チャンバー・フェスの会場となった横浜国際総合競技場

創造主
漫画、アニメ、ゲーム、ライトノベルの原作者やシリーズ構成など、シナリオの中核を制作した者たちの総称。仕事内容から「神」とも呼ばれる。
被造物
「物語世界の住人」と評される創作物のキャラクター。シマザキセツナの観測範囲にあり、かつ多くの人間が承認している複数の人気作品群から、アルタイルが現実世界に現界（出現）させた。世界の修復力によって普通の人間の姿をしているが、常人を凌ぐ攻撃力や耐久力を有し、作品の設定をそのまま使用することができる。死に至るダメージを受けると跡形もなく消滅するが、創作物から存在が消えることはない。また、一部の被造物は現界後に作品世界の設定による制限がなくなったことで、隠れた一面が表に現れるものもいる。
改変
アルタイルが被造物たちに提唱した説。創造主が設定を書き換えることによって、被造物の能力を強化、付加するだけでなく、物語のストーリーや作品の世界観そのものを刷新するというもの。実現には、創造主がその設定を多くの読者および視聴者に提示して承認を受ける必要があり、SNSなどの非公式な場所で提示された場合は失敗するか、一時的にしか持続しない。
大崩潰（）
現実世界と虚構世界にもたらされる危険性。被造物が世界の整合性を崩すことにより、現実世界の修復力が追いつかず、結果的に2つの世界が消滅するとされる。
特別事態対策会議（）
被造物現界の現象の調査と、現界した被造物と創造主の捜索及び保護を目的とした政府の対策組織。劇中の8月23日に観測された原因不明の異常な電波干渉と、磁場異常の観測を境に被造物の目撃情報が相次いだため、アリステリアによる高良田の暴行傷害事件を機に正式に発足した。
その後、ギガスマキナの現界により、自衛隊による非常措置を敢行して颯太たちを保護。メテオラから大崩潰とアルタイルの目論見を聞かされてからは上記の被造物保護のみならず、アルタイルとその創造主の捜索、被造物たちの身分証発行、公務員任命を受諾、さらに被造物関連で生じた被害の事実を隠蔽、改竄を約束した。エリミネーション・チャンバー・フェスでは、現界が確認されている被造物の作品に関連する企業に協力を仰ぎ、フェス終了後は役目を終えたことで解散した。
エリミネーション・チャンバー・フェス
アルタイルを倒すために特別事態対策会議主導が企画した一大イベント。表向きは経済産業省が後援する漫画、小説、ゲーム、アニメの合同イベントとなっている。
イベント開催前に、現界、生存が確認されている被造物に関連する全ての創造主およびアニメーション会社が各作品のスピンオフを製作、順に発表することで承認力を稼ぎ被造物の能力を強化し、最終的にはオリジナルアニメ「ボーダーワールド・コロッセオ」を公開してアルタイルが敗北する様子を観客に承認させ倒すという作戦。
企画は劇中の2017年1月14日に発表され、7月23日に開催。会場は横浜国際総合競技場（日産スタジアム）。

### 劇中劇
精霊機想曲フォーゲルシュバリエ（せいれいきそうきょくフォーゲルシュバリエ）
サーメディア社の作品レーベル「幻想ノベライズ文庫」から出版されているライトノベルおよびアニメ。原作は松原崇、イラストはまりねが手がける。魔法と機械が一体となって存在する世界「アースメリア」を舞台に、主人公カロン・セイガが所属するアズメリオン王国の王立騎士団と、王国の崩壊を目論むアヴァロン・ブリゲードの戦いを描く。エリミネーション・チャンバー・フェス後はテレビアニメ第2期の制作が決定する。
追憶のアヴァルケン（ついおくのアヴァルケン）
タイタン・デジタルソフトが開発、トロントビジュアルアーツが販売しているPCゲーム。ゲームプランナーは坂本宣之。オープンワールド、スタンドアローン型のRPGで、プレイヤーは勇者となって、世界の崩壊を止めるために3つの秘宝を探す旅をする。
緋色のアリステリア（ひいろのアリステリア）
講学社の月刊誌『月刊チューズデー』で連載中の漫画およびアニメ作品。作者は高良田概。ジャンルはファンタジー伝記。神聖ウルターシュタイン王国の姫君であるアリステリア・フェブラリィが、黒の魔法使い「覗き見ゆる永劫の策略」の召喚したウンターヴェルトの軍勢から王国を守るために戦う。エリミネーション・チャンバー・フェス後は講学社漫画賞少年向け部門を受賞したほか、『マジカルスレイヤー・まみか』とコラボレーションしている。
マジカルスレイヤー・まみか
日曜朝に放送しているスタジオナイツ制作の女児向け魔法少女アニメ。煌樹まみかを始めとする魔法少女たちが「微笑みの力」を守るためにアクマリンと戦う姿を描いている。作品自体は子供向けだが、幅広い世代から人気を集めている。まみかがアルタイルに敗北し消滅したため、エリミネーション・チャンバー・フェスには参加していない。フェス後は『緋色のアリステリア』とコラボレーションしている。
閉鎖区underground-dark night-（へいさくアンダーグラウンドダークナイト）
メディアトーク社の月刊誌『月刊サプライズ』で連載中のバイオレンス漫画。アニメ会社kalnacksの制作でアニメ化もされた。作者は八頭司遼。大災害で無法地帯と化した足立区を舞台に、星幽複体（アストラ・ダブル）という亡霊を宿した白亜翔を始めとする登場人物たちのテリトリー争いを描いている。
無限神機モノマギア（むげんしんきモノマギア）
中乃鐘昌明がシリーズ構成で参加しているT.A.Cプロダクツ制作のオリジナルロボットアニメ。2124年、新仮想都市エネルギア・イチハラを舞台に、主人公の鹿屋瑠偉が突如侵攻してきた電磁寄生体（アイオーン）を倒すために建造された巨大ロボット「ギガスマキナ」に搭乗し戦いに身を投じる姿を描く。エリミネーション・チャンバー・フェス後はテレビアニメ第2期の制作が決定する。
夜窓鬼録（やそうきろく）
SAZANAMI書房の作品レーベル「電光LN文庫」から出版されている伝奇系ライトノベル、アニメ。原作者は鞍隈天球、イラストレーターは西口外延。隔世町の古書店の店主で、怪奇趣味をもつ「水晶球探偵」こと逆神那鳥也（さかがみ なおや）が、難事件を解決していくストーリー。
code・Babylon（コード・バビロン）
報育出版の月刊誌「月刊 BEN-PATSU」で連載中のサイバーパンク漫画、アニメ。原作者は駿河駿馬。近未来都市サルトゥーンスカヤを舞台に、亜人や合成怪物を追跡するフラッシュライト探偵社のバウンティ・ハンターたちを描く。
ほしぞら☆ミルキーウェイ
約10年前に発売された美少女ゲーム。シナリオ担当は大西にしお。元はアダルトゲームで、ひかゆは一般向けのコンシューマに移植されたものから現界した。とある事件を契機に変化する主人公まさゆきとヒロイン女性たちの関係を描く。エリミネーション・チャンバー・フェス後はファンディスクを元にした番外編アニメの製作が決定する。
World Étude（ワールドエチュード）
シマザキセツナが最後に制作した二次創作動画。それまでのセツナの作品とは一線を画す攻撃的で視聴者を鼓舞するような作風から、大反響を巻き起こすことになった。
悠久大戦メガロスフィア（ゆうきゅうたいせんメガロスフィア）
believe・projectが開発、運営を手がけるソーシャルゲーム。プロデューサーは前田敏郎、メインイラストレーターはサカキタカツ。アルタイルはこの作品の登場人物「シロツメクサ」をもとに生み出された。
ボーダーワールド・コロッセオ
「エリミネーション・チャンバー・フェス」用のオリジナルアニメーション。アニメーション制作はT.A.Cプロダクツ。メテオラと特別事態対策会議が製作した「鳥籠」と称される結界内で、現界が確認されている被造物たちがアルタイルと戦い、その中継映像をコンバージョン・フィルターでアニメーションのように加工し放送する構成になっている。

## スタッフ
- 原作・キャラクター原案 - 広江礼威
- 監督 - あおきえい
- 副監督 - 加藤誠
- シリーズ構成 - あおきえい、広江礼威
- キャラクターデザイン - 牧野竜一
- 総作画監督 - 牧野竜一、中井準
- メインアニメーター - 松本昌子、山本碧
- メカニックデザイン - I-IV
- エフェクトアニメーション - 橋本敬史
- 美術監督 - 永吉幸樹
- 美術設定 - 佐藤正浩、藤瀬智康
- 色彩設計 - 篠原真理子
- アートディレクション - 有馬トモユキ、瀬島卓也
- CGディレクター - ヨシダ.ミキ、井口光隆
- ビジュアルエフェクト - 津田涼介
- 撮影監督 - 加藤友宜
- 編集 - 右山章太
- 音響監督 - 明田川仁
- 音響制作 - マジックカプセル
- 音楽 - 澤野弘之
- 音楽プロデューサー - 堀口泰史
- アニメーションプロデューサー - 長野敏之
- チーフプロデューサー - 鳥羽洋典、岡本順哉、植月幹夫
- プロデューサー - 黒崎静佳
- アニメーション制作 - TROYCA
- 製作 - 小学館、アニプレックス、ABCアニメーション

## 主題歌
オープニングテーマ
第1クール「gravityWall」
作詞 - 澤野弘之、Tielle / 作曲・編曲 - 澤野弘之 / 歌 - SawanoHiroyuki[nZk]:Tielle & Gemie
第1話、第22話ではエンディングテーマとして使用。テレビ放送版第12話では未使用。
第2クール「shØut」
作詞 - 澤野弘之、Tielle / 作曲・編曲 - 澤野弘之 / 歌 - SawanoHiroyuki[nZk]:Tielle & Gemie

エンディングテーマ
「NEWLOOK」（第2話 -  第12話）
作詞・作曲 - 中野領太 / 編曲 - KOUTAPAI / 歌 - 綾野ましろ
テレビ放送版第5話では未使用。
「world Étude」（第13話）
作詞・作曲・編曲 - 柊ユウスケ / 歌 - アルタイル（豊崎愛生）
「ルビコン」（第14話 -  第21話）
作詞・作曲 - aokado / 編曲 - aokado、ゆうゆ / 歌 - 三月のパンタシア

挿入歌
「oldToday」（第19話）
作詞・作曲・編曲 - 澤野弘之 / 歌 - SawanoHiroyuki[nZk]:mizuki
「God of ink」（第22話）
作詞 - Benjamin Anderson & mpi / 作曲・編曲 - 澤野弘之 / 歌 - mpi
「HERE I AM」（イントロのみ - 第2話・第13話・第18話）
※なお、「続・サマー特番 〜夏だ! 浴衣だ!! 女子会だ!!!〜」では1コーラスを使用
作詞 - cAnON. / 作曲・編曲 - 澤野弘之 / 歌 - Gemie
「AL：Lu」（第1話・第2話・第13話）
作詞 - Tielle / 作曲・編曲 - 澤野弘之 / 歌 - Eliana
「Layers」（第1話・第6話・第9話・第10話・第17話・第18話・第19話）
作詞 - Benjamin Anderson & mpi / 作曲・編曲 - 澤野弘之 / 歌 - Aimee Blackschleger
「ABYSSwaltz」（第15話）
作詞 - Rie / 作曲・編曲 - 澤野弘之 / 歌 - Gemie
「BRAVE THE OCEAN」（第2話・第10話・第13話・第16話・第17話・第18話・第19話）
作詞 - Benjamin Anderson & mpi / 作曲・編曲 - 澤野弘之 / 歌 - Eliana

## 各話リスト
制作側のストーリーの尺に収めるため、本編で2クール分全てを使い切らない方針を取ることがあらかじめ発表されており、余った話数分は他の話数に挟む形で特別番組が放送される。サブタイトルは映画、小説、曲などのタイトル名が使われている。
| 話数 | サブタイトル | 脚本                           | 絵コンテ          | 演出              | 作画監督                                                                                     |
| ---- | --- | ------------------------------ | ----------------- | ----------------- | -------------------------------------------------------------------------------------------- |
| #01  | 素晴らしき航海 "I will remember everything that happened to me."                                                   | 広江礼威 木澤行人 あおきえい   | あおきえい        | あおきえい        | 牧野竜一                                                                                     |
| #02  | ダイナマイトとクールガイ "...... that wasn't funny."                                                               | 広江礼威 木澤行人 あおきえい   | 加藤誠            | 加藤誠            | 中井準                                                                                       |
| #03  | 平凡にして非凡なる日常 "Don't worry about what others said. Just be yourself."                                     | 広江礼威 木澤行人 あおきえい   | 別所誠人          | 別所誠人          | 松本昌子                                                                                     |
| #04  | そのときは彼によろしく "If so, I want to protect what he loved."                                                   | 広江礼威 中本宗応 あおきえい   | 渡部周            | 渡部周            | 丸岡功治、古矢好二                                                                           |
| #05  | どこよりも冷たいこの水の底 "So, why don't we have ourselves a guys' night out?"                                    | 広江礼威 中本宗応 あおきえい   | あおきえい        | 栗山貴行 滝川和男 | 佐竹秀幸、滝川和男 福岡茜、武智敏光 粟井重紀、陸田聡志 丸岡功治、古矢好二 神戸洋行、中村慎吾 |
| #06  | いのち短し恋せよ乙女 "You are the one who knows where justice lies."                                               | 広江礼威 菅原雪絵 あおきえい   | 夕澄慶英          | 中野彰子          | 中野彰子                                                                                     |
| #07  | 世界の小さな終末 "I don't want to make a mistake for the sake of the people who are in my story."                  | 広江礼威 菅原雪絵 あおきえい   | 高橋順            | 高橋順            | 丸岡功治、古矢好二 福地和浩、市橋雄一 植竹康彦                                               |
| #08  | わたしにできるすべてのこと "I CHOSE this way of life."                                                             | 広江礼威 高崎とおる あおきえい | 林宏樹            | 馬川奈央          | 岡崎洋美、森美幸                                                                             |
| #09  | 花咲く乙女よ穴を掘れ "The world requires choice and resolution."                                                   | 広江礼威 高崎とおる あおきえい | 林宏樹            | 高田昌豊          | 古矢好二、久松沙紀 加藤里香、山本碧                                                          |
| #10  | 動くな、死ね、甦れ！ "We know exactly how you think and how you're fighting !"                                     | 広江礼威 木澤行人 あおきえい   | 加藤誠 あおきえい | 加藤誠            | 松本昌子                                                                                     |
| #11  | 軒下のモンスター "We cannot decide where we go but you can."                                                       | 広江礼威 木澤行人 あおきえい   | 荒井和人          | 荒井和人          | 藤田まり子、代見裕美                                                                         |
| #12  | エンドロールには早すぎる "Be desperate and draw something fascinating."                                            | 広江礼威 中本宗応 あおきえい   | 渡部周            | 渡部周            | 飯飼一幸、池田広明 山崎展義、和田伸一                                                        |
| #13  | いつものより道もどり道 "An unpredictable story that no one knows where it's leading to."                           | あおきえい 中本宗応 広江礼威   | 馬川奈央          | 馬川奈央          | 鈴木勇                                                                                       |
| #14  | ぼくらが旅に出る理由 "I feel painful and so useless that I want to cry but it's fun nevertheless."                 | 広江礼威 菅原雪絵 あおきえい   | 相浦和也          | 臼田美夫          | 臼田美夫、吉田肇 古矢好二                                                                    |
| #15  | さまよいの果て波は寄せる "This is perfect! She couldn't have been any more perfect!"                               | 広江礼威 菅原雪絵 あおきえい   | 別所誠人          | 守田芸成          | 丸岡功治、久松沙紀 古矢好二、サトウミチオ                                                    |
| #16  | すばらしい日々 "This is the actual beginning, isn't it?"                                                           | 広江礼威 高崎とおる あおきえい | 佐藤清光          | 佐藤清光          | 池田広明、古矢好二 森美幸、山崎展義 和田伸一                                                 |
| #17  | 世界の屋根を撃つ雨のリズム "I mean I'm the CREATOR."                                                               | 広江礼威 高崎とおる あおきえい | 林宏樹            | 林宏樹            | 加藤里香、サトウミチオ 山本碧                                                                |
| #18  | すべて不完全な僕たちは "As long as we're alive, we have to enjoy our lives to the fullest."                        | 広江礼威 中本宗応 あおきえい   | 中田誠            | 鈴木拓磨          | 山崎輝彦、山中正博 大橋圭、古矢好二                                                          |
| #19  | やさしさに包まれたなら "The story continues, as long as there is someone out there, who believes in my existence." | 広江礼威 木澤行人 あおきえい   | 渡部周            | 渡部周            | 大橋知華、中井準 合田浩章                                                                    |
| #20  | 残響が消えるその前に "Somebody receives the power of creation, and the spirit is redeveloped from their passion."  | 広江礼威 高崎とおる あおきえい | 荒井和人          | 林宏樹            | サトウミチオ、丸岡功治 山本碧、中井準 牧野竜一                                               |
| #21  | 世界は二人のために "I love you too."                                                                               | 広江礼威 高崎とおる あおきえい | 後藤圭二          | 加藤誠            | 池田広明、加藤里香 古矢好二、松本昌子 森美幸                                                 |
| #22  | Re:CREATORS | 広江礼威 あおきえい            | あおきえい        | 馬川奈央          | 牧野竜一、中井準 松本昌子                                                                    |

特別番組
第1弾「ENTER THE WORLD OF Re:CREATORS」（2017年4月1日放送）
出演 - 山下大輝、澤野弘之、小松未可子、水瀬いのり
第2弾 「『Re:CREATORS』サマー特番 〜被造女子たちと過ごすひと時〜」（2017年7月22日放送）
出演 - 小松未可子、水瀬いのり、日笠陽子
第3弾 「『Re:CREATORS』続・サマー特番 〜夏だ！浴衣だ!!女子会だ!!!〜」（2017年8月5日放送）
出演 - 小松未可子、水瀬いのり、日笠陽子

## 放送局
| 放送期間                | 放送時間                     | 放送局       | 対象地域   | 備考                                      |
| ----------------------- | ---------------------------- | ------------ | ---------- | ----------------------------------------- |
| 2017年4月8日 - 9月16日  | 土曜 23:30 - 日曜 0:00       | TOKYO MX     | 東京都     |                                           |
|                         |                              | とちぎテレビ | 栃木県     |                                           |
|                         |                              | 群馬テレビ   | 群馬県     |                                           |
|                         |                              | BS11         | 日本全域   | BS放送 / 『ANIME+』枠                     |
| 2017年4月9日 - 9月17日  | 日曜 2:29 - 2:59（土曜深夜） | 朝日放送     | 近畿広域圏 | 『アニサタ』枠 / サマー特番は放送されない |
| 2017年4月12日 - 9月20日 | 水曜 2:05 - 2:35（火曜深夜） | テレビ愛知   | 愛知県     |                                           |
| 2017年4月13日 - 9月21日 | 木曜 23:30 - 金曜 0:00       | AT-X         | 日本全域   | CS放送 / リピート放送あり                 |

インターネットではAmazonプライム・ビデオにて配信。

## BD / DVD
| 巻 | 発売日         | 収録話          | 規格品番      | 規格品番      |
| 巻 | 発売日         | 収録話          | BD限定版      | DVD限定版     |
| -- | -------------- | --------------- | ------------- | ------------- |
| 1  | 2017年6月21日  | 第1話 - 第2話   | ANZX-13551/2  | ANZB-13551/2  |
| 2  | 2017年7月26日  | 第3話 - 第5話   | ANZX-13553/4  | ANZB-13553/4  |
| 3  | 2017年8月23日  | 第6話 - 第8話   | ANZX-13555/6  | ANZB-13555/6  |
| 4  | 2017年9月27日  | 第9話 - 第10話  | ANZX-13557/8  | ANZB-13557/8  |
| 5  | 2017年10月25日 | 第11話 - 第13話 | ANZX-13559/60 | ANZB-13559/60 |
| 6  | 2017年11月22日 | 第14話 - 第16話 | ANZX-13561/2  | ANZB-13561/2  |
| 7  | 2017年12月27日 | 第17話 - 第19話 | ANZX-13563/4  | ANZB-13563/4  |
| 8  | 2018年1月24日  | 第20話 - 第22話 | ANZX-13565/6  | ANZB-13565/6  |

## 関連メディア

### 原作テキスト
『Re:CREATORS NAKED（レクリエイターズ ネイキッド）』のタイトルで、小学館のWebマンガサイト「サンデーうぇぶり」にて4月9日から9月23日まで毎日更新された。
- 『Re:CREATORS NAKED 1』 2017年9月13日発売[71]、ISBN 978-4-09-179235-8
- 『Re:CREATORS NAKED 2』 2017年10月17日発売[72]、ISBN 978-4-09-179236-5

### 漫画

#### コミカライズ
テレビアニメ本編のコミカライズ作品が、月刊サンデージェネックス（小学館）にて2017年5月号から2019年12月号まで加瀬大輝の作画で連載された。
- 広江礼威（原作・キャラクター原案・ストーリー構成）、 あおきえい（ストーリー構成）、加瀬大輝（イラスト）『Re:CREATORS』小学館〈サンデーGXコミックス〉、全6巻
  1. 2017年8月7日発売[74]、ISBN 978-4-09-157496-1
  2. 2017年12月19日発売[75]、ISBN 978-4-09-157507-4
  3. 2018年7月19日発売[76]、ISBN 978-4-09-157536-4
  4. 2018年11月19日発売[77]、ISBN 978-4-09-157548-7
    - イラストカード付き限定版 同日発日[78]、ISBN 978-4-09-943033-7

  5. 2019年7月19日発売[79]、ISBN 978-4-09-157569-2
  6. 2019年12月19日発売[80]、ISBN 978-4-09-157582-1

#### Re:CREATORS わんもあ！
『ゲッサン』（小学館）2017年7月号から12月号まで連載された公式スピンオフ漫画。作画は熊谷祐樹。主人公の女子高生の視点から本編をなぞる内容になっている。
登場人物（わんもあ！）
三瓶 美晴（みかめ みはる）
主人公の少女。アニメを始めとするサブカルチャーをこよなく愛する高校1年生。好きなキャラクターは『閉鎖区underground-dark night-』の白亜翔。
洲宮 進（すのみや すすむ）
美晴の同級生で小学校の頃からの幼馴染みの少年。アニメやゲームには興味を抱いていない。

書誌情報（わんもあ！）
- 広江礼威（原作、キャラクター原案）、熊谷祐樹（漫画） 『Re:CREATORS わんもあ！』 小学館〈ゲッサン少年サンデーコミックス〉 2017年12月19日発売[81]、ISBN 978-4-09-128064-0

#### 築城院さんハシャギ過ぎ
『サンデーうぇぶり』にて2017年8月6日から11月5日まで配信された公式スピンオフ漫画。作画はイダタツヒコ。築城院真鍳を主人公に据えたVR風オムニバスストーリー。
書誌情報（築城院さんハシャギ過ぎ）
- 広江礼威（原作、キャラクター原案）、イダタツヒコ（漫画） 『築城院さんハシャギ過ぎ』 小学館〈サンデーGXコミックス〉 2017年12月19日発売[82]、ISBN 978-4-09-157509-8

### 小説
テレビアニメ本編のノベライズ作品が上下巻で小学館文庫より刊行。著者は豊田美加。
- 『小説 レクリエイターズ 上』 2017年8月8日発売[83]、ISBN 978-4-09-406437-7
- 『小説 レクリエイターズ 下』 2017年10月6日発売[84]、ISBN 978-4-09-406461-2

### コラボレーション
ルナプリ from 天使帝國
コラボレーション企画の一環で、劇中に登場する一部の被造物がゲームキャラクターとして登場。
pixivision
2017年8月4日からpixivisionの公式サイトを劇中に登場するイラスト系Webメディア「Piczine（ピクライブ）」として期間限定でサイトジャックした。また、劇中では実際にpixivに投稿されたイラストが使用されており、「劇中イラスト協力」としてイラストレーターがエンディングにクレジットされている。

### その他
レクリエイターズ おさらいマンガ
公式サイトで毎週配信の4コマ漫画。作者はkirusu。
アニメ“Re:CREATORS” アフレコレポート
公式サイトで配信のレポート漫画。作者は富士フジノ。
帰ってきたヘタレの地平線
『サンデーうぇぶり』で毎週公開されていた対談放談。登場人物は広江礼威、サンデーGX編集部の広江担当編集者、TAC☆の3名。『Re:CREATORS NAKED』発売記念キャンペーン景品『ぶっちゃけRe:CREATORS』として書籍化。